# Luis Ortiz Rosales

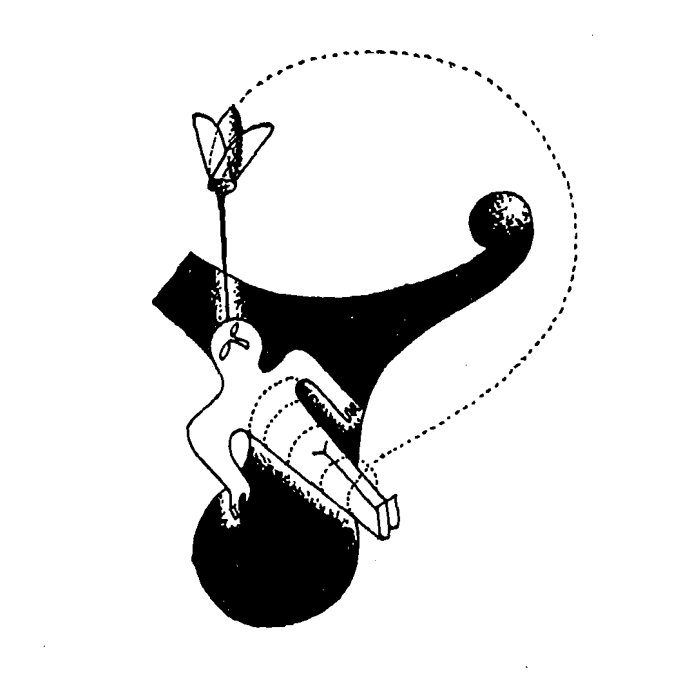
Dibujo del poemario Lo imprevisto.

Luis Ortiz Rosales (-1937) fue un ilustrador, dibujante, pintor y artista gráfico español. No se sabe con certeza si nació en Canarias o en Andalucía, pero se le considera uno más de los integrantes del surrealismo canario. Es uno de los grandes desconocidos de las vanguardias españolas debido a su temprana muerte. Su juventud discurrió en Tenerife y concurrió a  las tertulias político-literarias de la Librería Estanco Número 5 de Santa Cruz de Tenerife, propiedad de Domingo López Torres. Creó numerosos carteles y dibujos que le valieron fama nacional. Creó los dibujos para la película surrealista L'Âge d'Or (1930) de Luis Buñuel.
Tras el estallido de la Guerra Civil Española, fue encarcelado y luego fusilado en un campo de concentración en 1937. La superpoblada prisión había sido un antiguo almacén de Fyffes donde se almacenaban y empaquetaban plátanos para su exportación internacional.
Entre las publicaciones póstumas, está el poemario de Domingo López Torres: Lo imprevisto. En él, Luis Ortiz Rosales plasma algunos de sus dibujos surrealistas, ilustrando los poemas que su compañero de celda escribió en la improvisada prisión de Fyffes.